# Route 370 (Terre-Neuve-et-Labrador)
Pour les articles homonymes, voir Route 370.
La route 370 est une route tertiaire de la province de Terre-Neuve-et-Labrador d'orientation ouest-est située dans le centre-ouest de l'île de Terre-Neuve. Elle est une route faiblement à moyennement empruntée, reliant la Route Transcanadienne, la route 1, à Buchans, de Badger. Elle traverse une région isolée, suivant la rivière des Exploits, puis le lac Red Indian, avant de rejoindre la ville de Buchans plus à l'ouest. Elle est nommée Buchans-Badger Highway et tout simplement Buchans Highway, mesure 76 kilomètres au total, et est une route asphaltée sur l'entièreté de son tracé.

## Communautés traversées
- Badger
- Buchans Junction
- Buchans